# Vacas (Cochabamba)
Vacas – miasto w Boliwii, w departamencie Cochabamba, w prowincji Arani.